# August Lampe

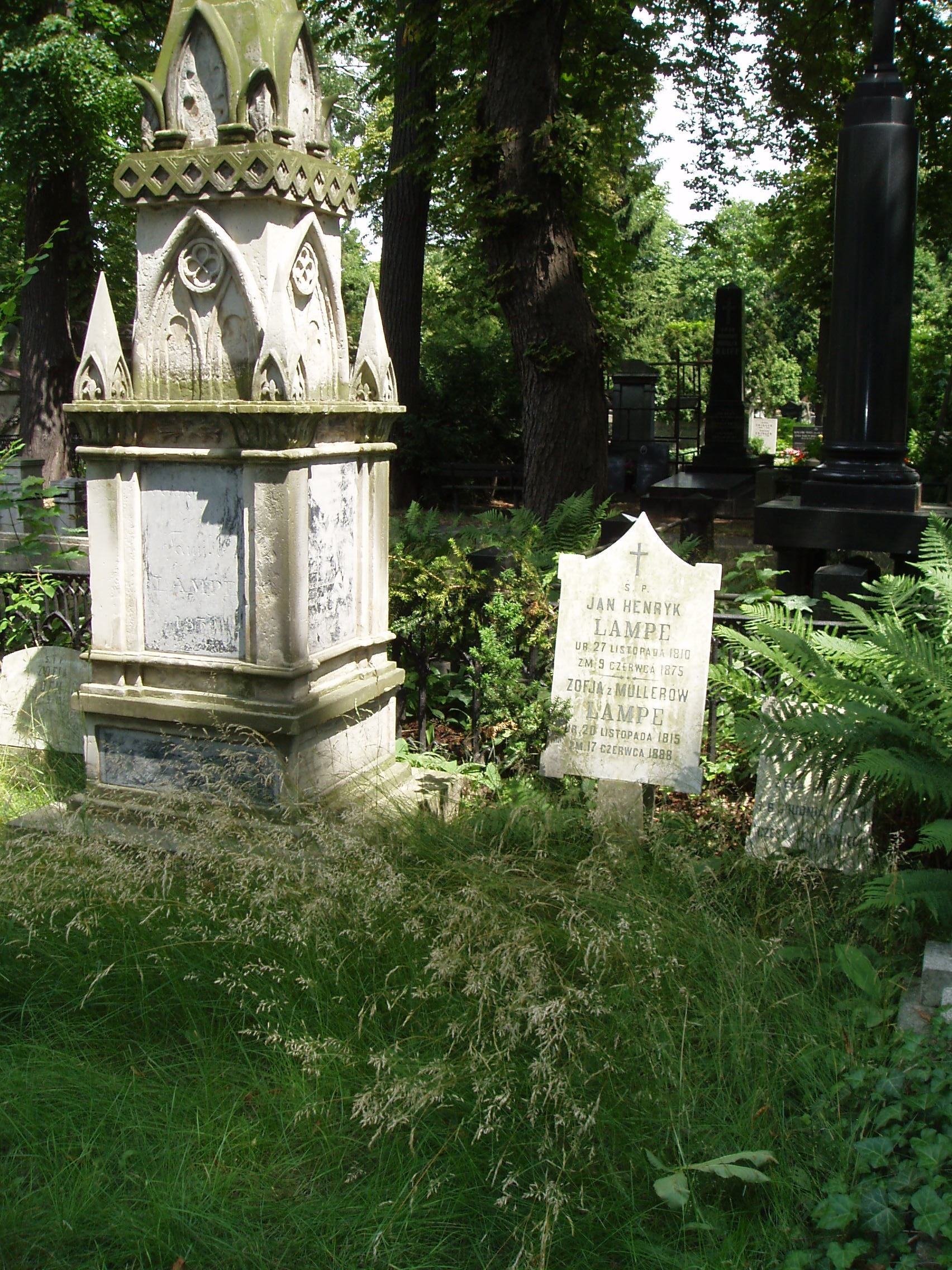
Grób rodziny Lampe, Cmentarz Ewangelicko-Augsburski w Warszawie

August Lampe (ur. 1810, w Warszawie, zm. 29 maja 1879 tamże) – polski garbarz.
August uczęszczał wraz z Chopinem i m.in. Wilhelmem Kolbergiem i Julianem Fontana do tej samej klasy Liceum Warszawskiego, ale po jego ukończeniu nie podjął studiów wyższych, lecz zajął się prowadzeniem rodzinnej garbarni. O jego życiu niewiele wiadomo: był przez 39 lat członkiem Rady Kościelnej warszawskiej parafii ewangelickiej pw. Św. Trójcy i Rady Nadzorczej Szpitala Ewangelickiego. Poślubił Annę z domu Hoch (1822 – 1845) i miał dwóch synów: Henryka Daniela (1843–1893), uczestnika powstania styczniowego, sybiraka, i Emila (1841 – 1863), również powstańca styczniowego, który poległ w bitwie pod Kobylanką.
August i Henryk Daniel zostali pochowani na cmentarzu ewangelickim w Warszawie (Al.7 nr 18).